# Halil Kut

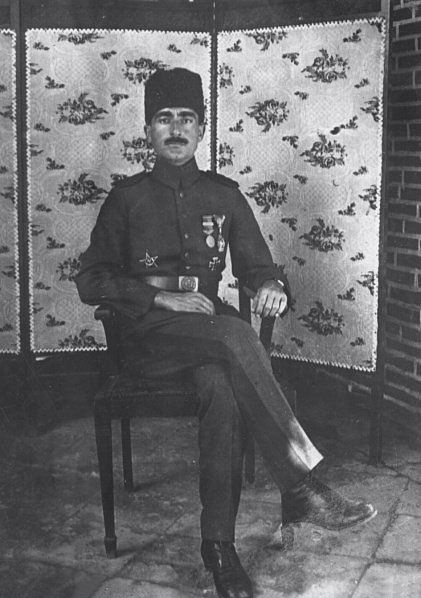
Halil Kut (1916)

Halil Kut (ur. 1882, zm. 1957), znany również jako Halil Pasza – turecki wojskowy. 
Był wujem Envera Paszy. W 1905 ukończył akademię wojskową, a następnie służył w Libii i w wojnie bałkańskiej. W trakcie I wojny światowej dowodził na Kaukazie (1915 oraz 1917–1918) i w kampanii mezopotamskiej (1915–1917). Powodzenia na froncie kaukaskim oraz zwycięstwo nad oblężonymi w Kut Brytyjczykami zapewniły mu status bohatera. Po wojnie był oskarżany o współudział w ludobójstwie Ormian w okolicy miasta Wan w 1915. Wziął udział w wojnie o niepodległość Turcji. Nazwisko „Kut” przyjął, by upamiętnić swój triumf w Mezopotamii.